# Mesosa japonica
Mesosa japonica es una especie de escarabajo longicornio del género Mesosa, categorizada en la tribu Mesosini, de la subfamilia Lamiinae. Fue descrita por Bates en 1873.

## Descripción
Mide 10-16 mm de longitud.

## Distribución
Se distribuye por Japón y Rusia.